# Ilse Krause-Wittgenstein
Ilse Krause-Wittgenstein (* unbekannt; † unbekannt) war eine deutsche Malerin.

## Leben
Von Ilse Krause-Wittgenstein sind nur wenige Lebensdaten bekannt. Sie lebte und arbeitete in Dresden. Sie war Mitglied der Gruppe Dresdner Künstlerinnen, Ortsverband Dresdner Künstlerinnen des damals neu gegründeten Bundes deutscher und österreichischer Künstlerinnenvereine. Von 1911 bis 1927 war sie Mitglied des Vereins der Berliner Künstlerinnen. 1912 wurde sie Mitglied der Allgemeinen Deutsche Kunstgenossenschaft.
Dresslers Kunsthandbuch listet in den Ausgaben von 1926 und 1930 als Wohnort die Hohe Straße 18 in Dresden.

## Werk
Ilse Krause-Wittgenstein schuf vorwiegend Aquarelle im Bereich der Landschaftsmalerei.

## Ausstellungen (Auswahl)
- 1906: Sächsischer Kunstverein, Dresden, Sonderausstellung „Das Hochgebirge und seine künstlerische Darstellung“[5]
- 1907: Sächsischer Kunstverein, Dresden[6]
- 1909: Sächsischer Kunstverein, Dresden[7]
- 1909: Kunstsalon Emil Richter[8]
- 1910: Sächsischer Kunstverein, Dresden[9]
- 1910: Schlesischer Kunstverein, Gemäldeausstellung Arthur Lichtenberg, Breslau[10]
- 1911: Sächsischer Kunstverein, Dresden[11]
- 1911: Kunstverein Barmen, Ruhmeshalle, Mai[12]
- 1911: Göttingen, Vereinigung Göttinger Kunstfreunde[13]
- 1911: Große Dresdner Aquarellausstellung[14]
- 1912: Sächsischer Kunstverein, Dresden[15]
- 1913: Kunstverein Leipzig, Landschaftsaquarelle[16]
- 1914: Mannheimer Kunstverein[17]
- 1914: Sächsischer Kunstverein, Dresden[18]
- 1914: 1. Ausstellung der Künstlergilde, Halberstadt[19]
- 1915: Oberhessischer Kunstverein, Gießen[20]
- 1915: Kunsthütte Chemnitz, Oktober, Aquarelle[21]
- 1922: Kunstsalon Fahnauer & Schwab, Dresden, Mai, Aquarelle[22]